# Great Plains Shelterbelt

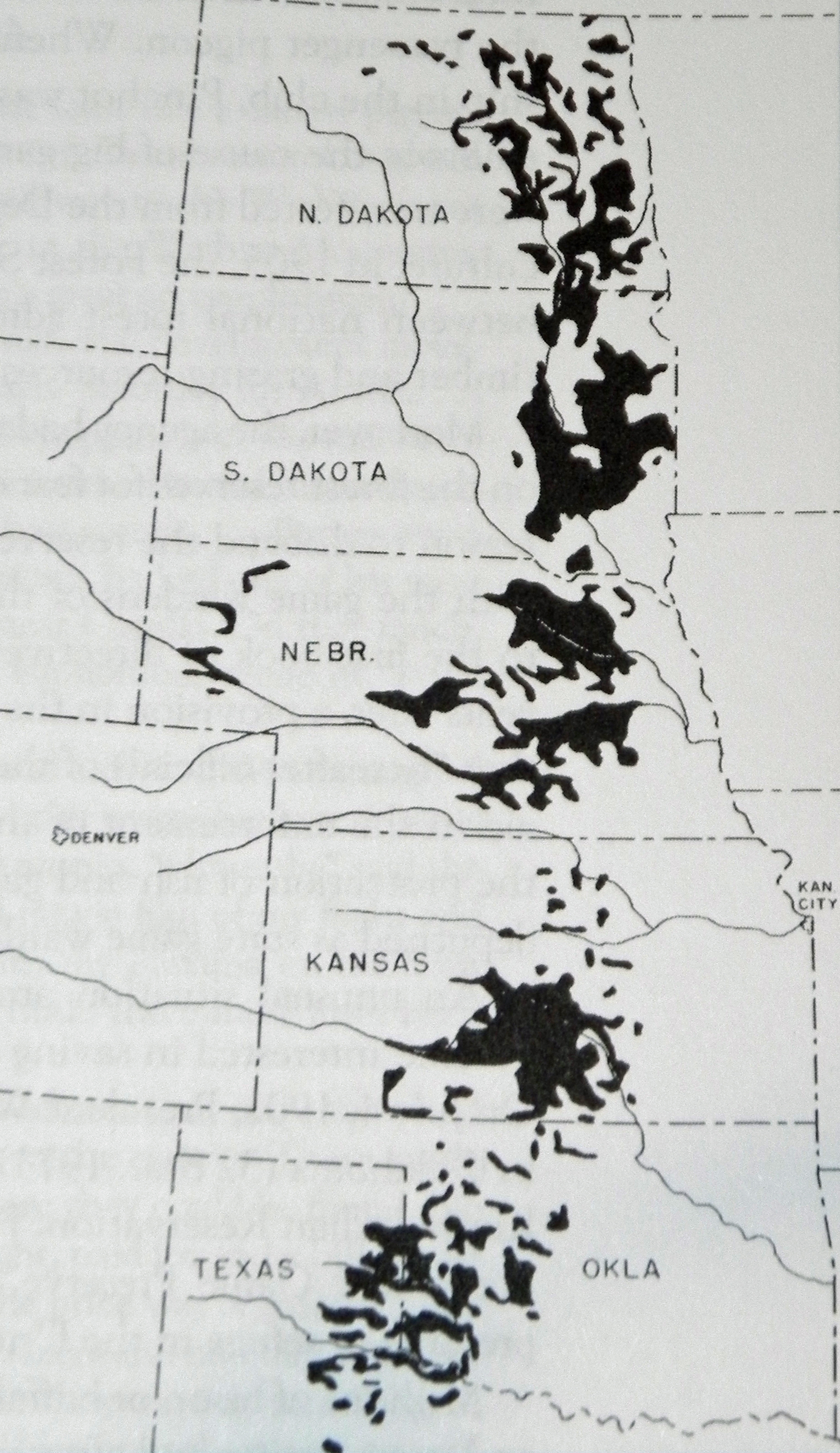
Карта планируемых насаждений лесов

Great Plains Shelterbelt (англ. "Защитный пояс Великих равнин") — проект создания ветрозащитных лесополос в штатах Великих равнин в США, начатый в 1934 году, в ответ на сильные засухи и пыльные бури начала 30-х годов. Проект был инициирован президентом США Франклином Делано Рузвельтом по предложению Лесной службы Соединенных штатов, эксперты которой предположили, что леса способны уменьшить скорость ветров и испарение влаги из почвы. К 1942 году было посажено 220 миллионов деревьев на площади 18 600 квадратных миль (48 000 км2) в полосе шириной 100 миль от Канады до реки Бразос. 